# Blackpool
Blackpool (/ˈblækpuːl/ⓘ) es una ciudad y autoridad unitaria británica ubicada en el condado de Lancashire, Inglaterra. Está situada a orillas del mar de Irlanda y tiene una población de 139 720 habitantes, lo que la convierte en la quinta localidad más habitada de la región del Noroeste de Inglaterra.
La ciudad es uno de los mayores destinos turísticos del Reino Unido. A mediados del siglo XVIII la hasta entonces aldea aprovechó su situación geográfica para publicitarse como destino balneario. La construcción del ferrocarril en la década de 1840, que le conectaba a las urbes más pobladas de la región Noroeste, terminó impulsando su fama de lugar vacacional para las clases populares. El incremento de la población conllevó a su vez un notable desarrollo urbanístico, simbolizado en la actividad del paseo marítimo y en su playa de once kilómetros.

## Toponimia
El nombre de Blackpool, cuya traducción literal al español es «charco negro», deriva del antiguo canal de drenaje de una mina de turba cercana a la zona, posiblemente Spen Dyke. El agua que penetraba en el mar era negra por el color de este mineral, lo que formaba un charco oscuro en las relativamente limpias aguas del Mar de Irlanda. En ese sentido, el origen del topónimo es muy similar al de Dublín.

## Historia

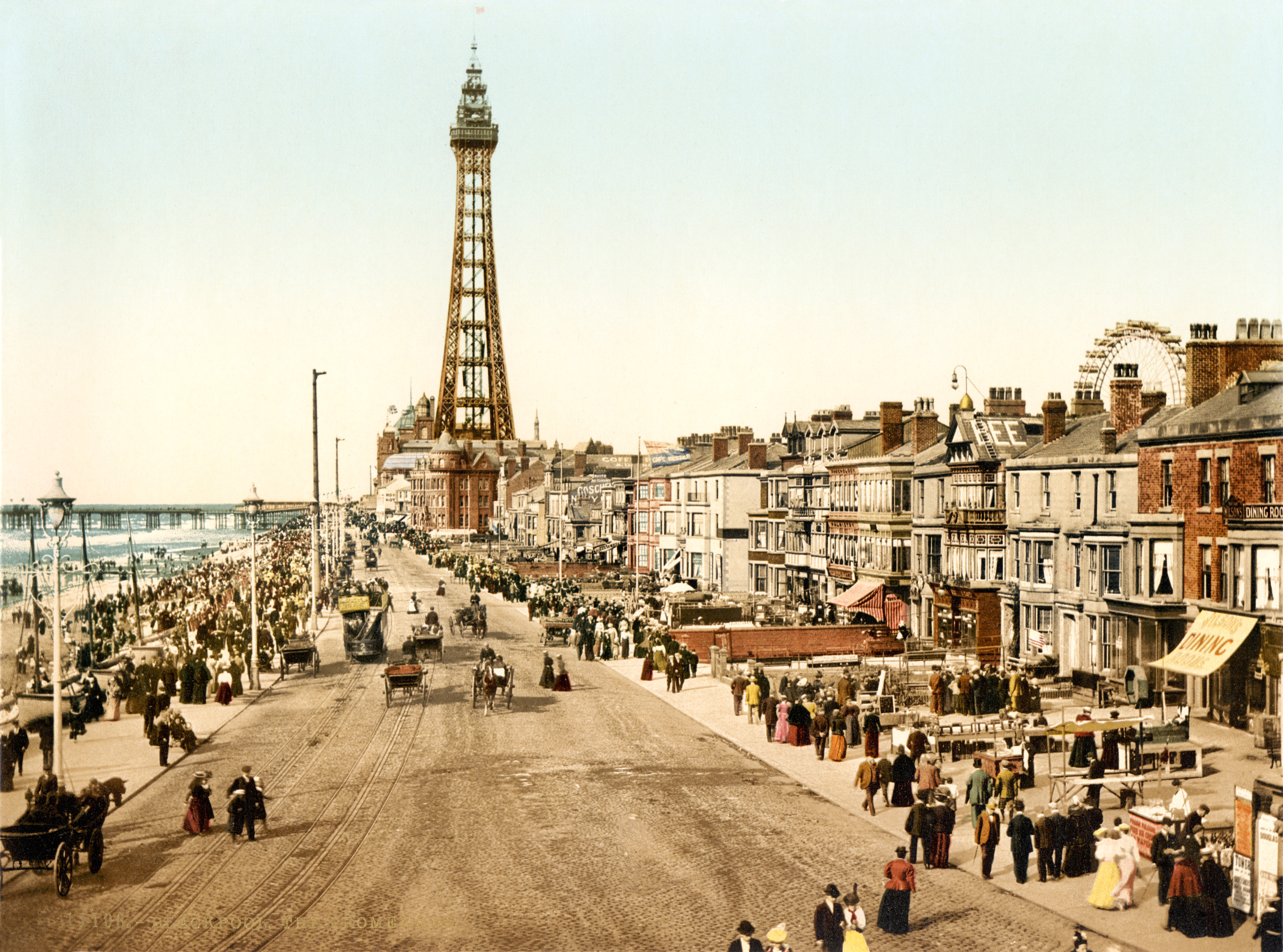
Paseo marítimo de Blackpool en 1898.

Los primeros asentamientos sobre la actual Blackpool datan del periodo paleolítico, dentro de la planicie costera de Fylde, y estaban poblados en su mayor parte por anglosajones. A partir del siglo XII el territorio quedó bajo control de los Butlers, barones de Warrington. Durante la era medieval y moderna quedó limitada a una aldea costera escasamente poblada.
En el siglo XVIII, Blackpool se convirtió en un balneario dirigido a las clases pudientes británicas, interesadas en los beneficios para la salud de los baños de agua marina. En 1781 se construyó una carretera privada y se establecieron los primeros servicios de carruaje con Mánchester y Halifax, lo que a su vez motivó la construcción de los primeros hoteles en la zona. A partir de 1846, con la apertura de la línea de ferrocarril, la población local se multiplicó gracias al auge del turismo popular y la apertura de nuevos negocios. En ese periodo se construyeron instalaciones como los tres puertos, el complejo Winter Gardens, la Torre de Blackpool y un paseo marítimo de once kilómetros, así que Blackpool dejó atrás su condición de balneario para convertirse en un destino turístico de masas.
El crecimiento económico del Reino Unido a mediados del siglo XX coincidió con la época de esplendor en Blackpool, que aumentó su número de turistas gracias al auge de las vacaciones organizadas. Sin embargo, desde la década de 1970 las cifras descendieron a raíz de dos hechos. Por un lado, en 1975 se produjo la inauguración de la autopista M55, de modo que muchos visitantes ya no necesitaban pernoctar en la ciudad. Y por otro lado, la irrupción de las aerolíneas de bajo costo motivó un mayor interés por otros destinos internacionales. Pese a todo, Blackpool sigue siendo un centro turístico orientado al mercado británico.
Desde el 1 de abril de 1998, Blackpool es una autoridad unitaria independiente dentro del condado de Lancashire.

## Geografía

### Ubicación
Está situada en la costa de The Fylde, que es una llanura litoral encima de una península al oeste de Lancashire. Está limitada en el margen occidental por el mar de Irlanda, entre la desembocadura de los ríos Ribble y Wyre. La playa tiene una extensión de once kilómetros con una planicie al sur del distrito y ligeras elevaciones después de cruzar el Puerto Norte. Al estar a solo 5 metros sobre el nivel del mar, pueden producirse inundaciones puntuales en la zona del paseo marítimo.
La ciudad limita con Fleetwood, Cleveleys y Thornton al norte; Poulton-le-Fylde al este, y Lytham St Annes al sur. Blackpool forma parte del cinturón verde del Noroeste (North West Green Belt), un área de protección urbanística que la separa de las localidades rurales vecinas. Los municipios más cercanos por importancia son Preston (24 km), Liverpool (43 km), Bolton (45 km), Blackburn (45 km) y Mánchester (64 km).

### Clima
Blackpool tiene un clima oceánico suave según la clasificación de Köppen. Si bien es similar al de otras ciudades británicas con veranos templados, inviernos fríos y probabilidad alta de lluvias, la temperatura es más moderada por su proximidad al mar.

## Organización territorial
Blackpool es una autoridad unitaria independiente desde 1998, mientras que los municipios limítrofes pertenecen al distrito de Wyre. El gobierno local es el Ayuntamiento de Blackpool, cuyos miembros son elegidos cada cuatro años por escrutinio mayoritario plurinominal.
A nivel administrativo, la ciudad está dividida en los siguientes distritos electorales:
- Norte — Anchorsholme, Norbreck, Bispham, Ingthorpe, Warbreck, Greenlands.
- Centro — Claremont, Layton, Park, Talbot, Brunswick, Bloomfield, Victoria, Tyldesley, Marton.
- Sur —Waterloo, Hawes Side, Clifton, Squires Gate, Highfield, Stanley.

## Economía
La economía local está centrada en el sector servicios. Blackpool es la ciudad costera más visitada del Reino Unido, con cerca de 1,79 millones de turistas al año. La ciudad ha sido sinónimo de turismo popular desde la mejora de las comunicaciones en el siglo XIX. A diferencia de otras ciudades costeras británicas, la oferta de Blackpool está enfocada al turismo de masas y a planes de vacaciones organizadas.
Más allá del turismo, algunas de las grandes empresas con sede o industrias en la ciudad son la caja de ahorros estatal National Savings and Investments (NS&I), la fábrica de galletas Burton's Biscuit Company, la dulcería Tangerine Confectionery y la industria de polímero Victrex. En el sector automovilístico fue la ciudad donde se fundaron TVR, especializada en automóviles deportivos, y Swallow Sidecar Company, la empresa que dio origen a Jaguar Cars en Coventry. La fábrica de TVR se mantuvo abierta desde 1947 hasta 2012, año en que trasladaron la producción al condado de Hampshire.
Blackpool fue la primera ciudad del Reino Unido con tres puertos: Norte (North Pier, 1863), Centro (Central Pier, 1868) y Sur (South Pier, 1893).

## Turismo

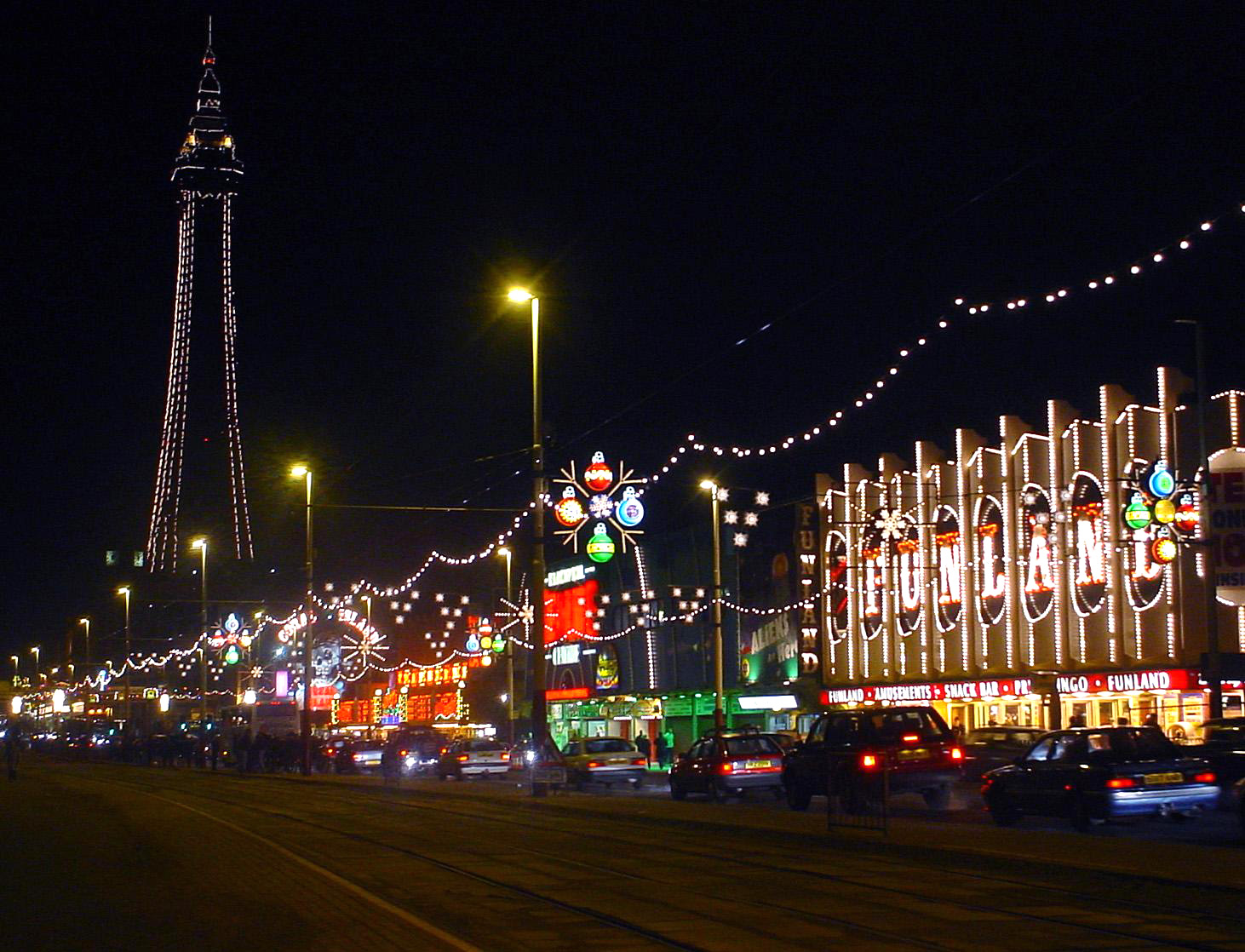
Alumbrado nocturno con motivo de Blackpool Illuminations, con la torre de Blackpool al fondo.

La economía de Blackpool depende en gran medida del turismo británico, especialmente en los meses de verano. El turismo de masas llegó a la ciudad a comienzos del siglo XX, cuando los trabajadores del Noroeste de Inglaterra comenzaron a pasar allí las festividades gracias a campañas de viajes combinados. Esta práctica se mantuvo hasta la década de 1970, con la irrupción de las aerolíneas de bajo costo y la competencia de otros destinos más cálidos en países mediterráneos. La apuesta turística de Blackpool se diferencia de otras zonas costeras británicas en su oferta de entretenimiento, orientada tanto a familias como a grupos organizados.
El paseo marítimo de Blackpool concentra la mayoría de lugares de interés de la ciudad, así como los negocios orientados a turistas. Uno de los símbolos locales, la torre de Blackpool, fue erigido en 1894 y en su momento llegó a ser la construcción más alta del Reino Unido. El parque de atracciones Blackpool Pleasure Beach abrió sus puertas en 1896 y conserva una de las mayores colecciones de montañas rusas construidas con madera. Además, el pabellón Winter Gardens es el recinto de referencia para eventos, bailes y conciertos desde su inauguración en 1878. Otras construcciones más recientes son el zoológico de Blackpool (1972) y la filial del museo de cera Madame Tussauds (2011).
Desde 1879 se celebra un festival anual, Blackpool Illuminations, en el que todos los edificios importantes de la ciudad se iluminan con vistosos motivos durante 66 días, desde agosto hasta noviembre. El evento sirvió en su época para promocionar Blackpool como una de las primeras ciudades británicas con alumbrado eléctrico, y se ha mantenido como tradición.
Blackpool es la única ciudad de Reino Unido que ha conservado su red de tranvías de primera generación. La empresa municipal de transporte ha restaurado tranvías antiguos que hoy se utilizan como reclamo turístico en el paseo marítimo.

## Transporte

### Transporte urbano
Se puede llegar a Blackpool por carretera a través de la autovía M55, conectada a la red nacional de autopistas, así como por las carreteras nacionales A583 (Kirkham-Preston), A587 y A585 (Fleetwood), A586 (Poulton-le-Fylde), A584 (Poulton-le-Fylde-Garstang) y B5261 (Lytham St Annes).
La ciudad tiene su propia empresa municipal de transporte, Blackpool Transport, que opera servicios de autobús y tranvía para toda el área metropolitana. La red de tranvía fue inaugurada en 1885, atraviesa todo el paseo marítimo a lo largo de 18 kilómetros, y combina una flota moderna de vehículos con otros tranvías restaurados que habían pertenecido a la primera generación. En cuanto al tren, las compañías Northern Trains y Avanti West Coast hacen paradas en la ciudad.

### Transporte aéreo
El aeropuerto de Blackpool (IATA: BLK) solamente funciona con vuelos privados. Desde 2005 hasta 2014 operaba vuelos comerciales, pero dejó de hacerlo porque no era rentable.

## Deportes
El principal club deportivo de la ciudad es el Blackpool Football Club, que compite en el sistema de ligas de fútbol de Inglaterra. A lo largo de su historia ha permanecido más de tres décadas en la máxima categoría, y su mayor logro ha sido la conquista de la FA Cup de 1953, recordada entre los aficionados por una brillante actuación de Stanley Matthews. Disputa sus partidos en el estadio Bloomfield Road.
Más allá del fútbol, Blackpool ha acogido numerosos combates de boxeo y lucha libre profesional, al punto de que las veladas de wrestling llegaron a convertirse en una atracción turística por sí misma. Algunos luchadores profesionales como Shirley Crabtree y William Regal han desarrollado parte de su carrera allí. La ciudad ha sido sede recurrente de las veladas de la promoción NXT UK, asociada a la WWE.
Desde 1920 se celebra el Festival de Baile de Blackpool (Blackpool Dance Festival), considerado uno de los más prestigiosos dentro del baile de competición.